# Islamisches Institut Xinjiang
Das Islamische Institut Xinjiang ist eine islamische Bildungsstätte für die Ausbildung hochrangiger Imame, Chatibs und Lehrer religiöser Schulen. Es wurde von der Islamischen Entwicklungsbank und mit staatlichen Investitionen finanziert.
Es befindet sich in Ürümqi im Uigurischen Autonomen Gebiet Xinjiang der Volksrepublik China. Das Gebäude des 1987 gegründeten Instituts wurde von Chen Baizhen im islamischen Stil erbaut.
Auf seinem Lehrplan stehen der Koran (die Heilige Schrift des Islam), Hadithwissenschaften, Dogma, islamisches Recht, Geschichte, Koranlektüre, Exegese, Arabisch, modernes Uigurisch, modernes Chinesisch, Politik und Jura, Geschichte und Geographie, Sport, moderne Wissenschaft und Technologie. Von 2001 bis 2008 wurden von dem Institut mehr als 20.000 islamische Gelehrte und Funktionsträger ausgebildet.
Präsident des Instituts ist Abudulrekep Tumniaz.